# Laotische Fußballnationalmannschaft
Die laotische Fußballnationalmannschaft (laotisch ທິມຊາດ ບານເຕະ ແຫ່ງຊາດ ລາວ) ist die Auswahlmannschaft des südostasiatischen Staates Laos. Fußball ist in Laos eher eine Randsportart und die Mannschaft zählt zu den schwächsten Mannschaften in Asien und konnte sich bisher weder für eine Fußball-Weltmeisterschaft noch für eine Fußball-Asienmeisterschaft qualifizieren. Auch auf regionaler Ebene (Südostasienmeisterschaft) kam die Mannschaft noch nie über die Vorrunde hinaus. Bei der Qualifikation zur Fußball-Weltmeisterschaft 2006 verloren die Laoten zunächst gegen Sri Lanka, zogen aber nach dem Rückzug Nepals und Guams als Lucky Loser in die Gruppenphase ein. In der FIFA-Weltrangliste war der 134. Platz im September 1998 die bisher beste Platzierung.

## Teilnahmen an den Fußball-Weltmeisterschaften
- 1930 bis 1998 – keine Teilnahme
- 2002 bis 2006 – keine Qualifikation
- 2010 – keine Teilnahme
- 2014 bis 2026 – nicht qualifiziert

## Teilnahmen an den Fußball-Asienmeisterschaften
- 1956 bis 1996 – keine Teilnahme
- 2000 bis 2004 – nicht qualifiziert
- 2007 und 2011 – keine Teilnahme
- 2015 bis 2024 – nicht qualifiziert

## Teilnahmen an denASEAN-Fußballmeisterschaften

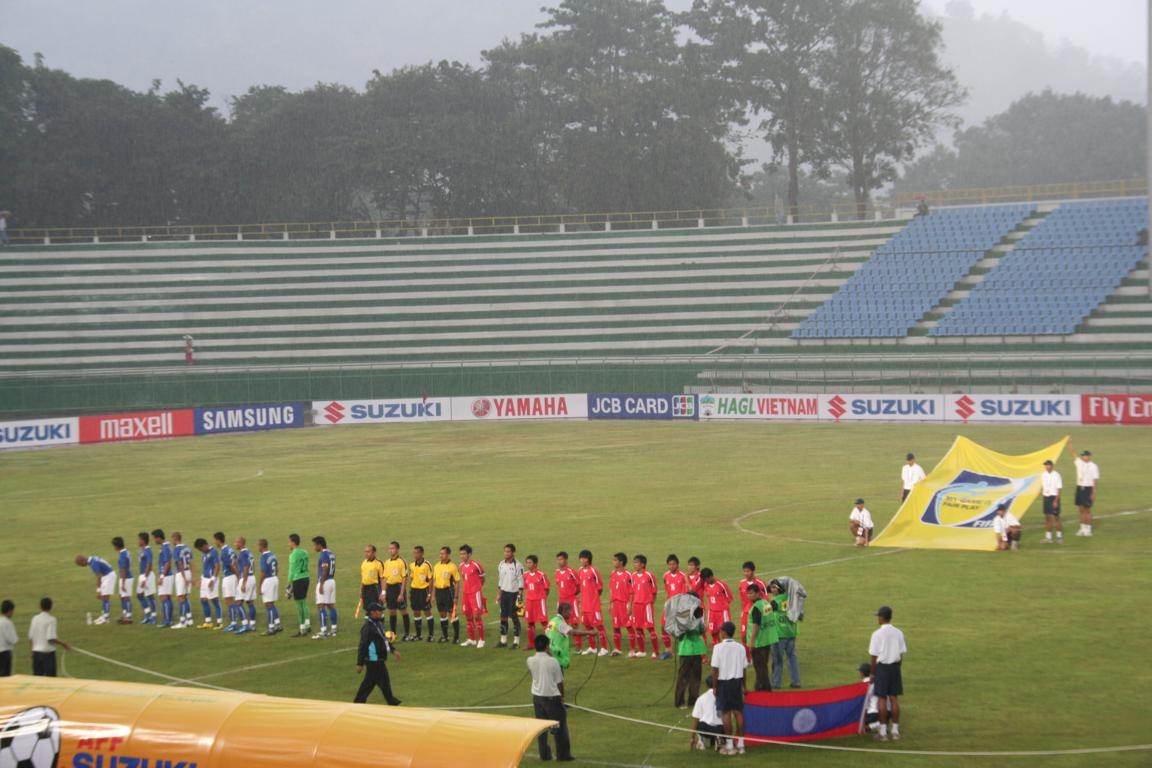
Laotische Nationalmannschaft (in Rot) beim AFF Suzuki Cup, 2008

- 1996 – Vorrunde
- 1998 – Vorrunde
- 2000 – Vorrunde
- 2002 – Vorrunde
- 2004 – Vorrunde
- 2007 – Vorrunde
- 2008 – Vorrunde
- 2010 – Vorrunde
- 2012 – Vorrunde
- 2014 – Vorrunde
- 2016 – nicht qualifiziert
- 2018 – Vorrunde
- 2021 – Vorrunde
- 2022 – Vorrunde
- 2024 – Vorrunde

## Teilnahmen am AFC Challenge Cup
- 2006 – keine Teilnahme
- 2008 – zurückzogen
- 2010 – keine Teilnahme
- 2012 – nicht qualifiziert
- 2014 – Vorrunde

## Teilnahmen am AFC Solidarity Cup
- 2016 – 3. Platz
- 2020 – qualifiziert, Turnier aufgrund der COVID-19-Pandemie abgesagt.[3]

## Trainer
- Boris Zhuravlev (2001–2002)
- Saythong Syphasay (2003–2004)
- Alfred Riedl (2009–2010)
- David Booth (2010)
- Hans-Peter Schaller (2011)
- Kōkichi Kimura (2012–2014)
- Steve Darby (2015–2016)
- Valakone Phomphakdy (2016)
- Mike Wong (2017)
- Varadaraju Sundramoorthy (2018–2021)
- Vengadasalam Selvaraj (2021)
- Michael Weiß (2022–2023)
- Kanlaya Sysomvang (2023–2024)
- Ha Hyeok-jun (seit 2024)